# Il bell'Antonio
Il bell'Antonio (br: O belo Antônio / pt: ) é um filme ítalo-francês de 1960, do gênero drama, dirigido por Mauro Bolognini e com roteiro baseado em romance de Vitaliano Brancati.

## Sinopse
As mulheres se apaixonam pelo belo e vistoso Antonio porque imaginam que ele seja o "amante ideal", mas na realidade ele é impotente. Ele casa com Bárbara, um jovem rica, que só descobre a verdade sobre Antonio depois do casamento.

## Elenco
- Marcello Mastroianni .... Antonio Magnano
- Claudia Cardinale .... Bárbara Puglisi
- Pierre Brasseur .... Alfio Magnano
- Rina Morelli .... Rosaria Magnano
- Tomas Milian .... Edoardo
- Fulvia Mammi .... Elena Ardizzone
- Patrizia Bini .... Santuzza
- Anna Arena .... senhora Puglisi

## Principais prêmios e indicações
Festival Internacional de Cinema de Locarno 1960 (Suíça)
- Ganhou o prêmio Vela de Ouro.